# Grauno
Grauno é uma comuna italiana da região do Trentino-Alto Ádige, província de Trento, com cerca de 142 habitantes. Estende-se por uma área de 7 km², tendo uma densidade populacional de 20 hab/km². Faz fronteira com Capriana, Salorno (BZ), Sover, Grumes.